# Kiyoshi Tamura
Kiyoshi Tamura (jap. 田村潔司 Tamura Kiyoshi; ur. 17 grudnia 1969 w Okayamie) – japoński wrestler oraz zawodnik mieszanych sztuk walki w latach 1995–2008. Były dwukrotny mistrz Fighting Network Rings bez podziału na kategorie wagowe oraz pretendent do pasa PRIDE FC.

## Kariera sportowa
Od 1989 występował we wrestlerskich federacjach UWF i New Japan Pro-Wrestling. Na początku lat 90 przeszedł do innej federacji puroresu RINGS, gdzie również toczone reżyserowane pojedynki lecz po czasie RINGS przekształciło się w organizację promującą w pełni realne pojedynki. Od 1995 do 2001 był nieprzerwanie związany z RINGS wygrywając z takimi zawodnikami jak Maurice Smith, Tsuyoshi Kōsaka, Ken’ichi Yamamoto, Dave Menne, Renzo Gracie, Jeremy Horn czy Pat Miletich oraz zdobywając m.in. dwukrotnie tytuł mistrza w kategorii open stając się równocześnie jedną z gwiazd organizacji obok Fiodora Jemieljanienki, Antônio Rodrigo Nogueiry czy Ricardo Arony. Od 1997 organizacja była w cieniu konkurencyjnego giganta PRIDE FC. Nie mając szans na rynku z PRIDE, w lutym 2002 organizacja została ostatecznie zamknięta. Tamura wraz z byłą grupą zawodników RINGS związał się z konkurencją jeszcze w tym samym roku. 
W latach 2002−2006 stoczył w PRIDE dziewięć pojedynków, m.in. z Wanderleyem Silvą (o tytuł PRIDE), Ikuhisą Minową czy Hidehiko Yoshidą. Po zamknięciu PRIDE w 2007 związał się z K-1 i nowo powstałym DREAM tocząc tam trzy zwycięskie pojedynki kolejno z Hideo Tokoro oraz gwiazdami japońskiego MMA Masakatsu Funakim i Kazushi Sakurabą.

## Osiągnięcia
Mieszane sztuki walki:
- 1996: RINGS Mega Battle Tournament - 2. miejsce
- 1997: RINGS Mega Battle Tournament - 1. miejsce
- 1998 i 1999: Dwukrotny Mistrz RINGS w kategorii open

Wrestling:
- 2004: U-STYLE - mistrz wagi ciężkiej
- 2004: U-STYLE Title Tourmanent - 1. miejsce